# Iserlohn Roosters
Iserlohn Roosters je německý klub ledního hokeje, který sídlí ve městě Iserlohn ve spolkové zemi Severní Porýní-Vestfálsko. Založen byl v roce 1959 pod názvem EC Deilinghofen. Mezi zakládajícími členy byly i členové kanadské vojenské / okupační posádky ve městě. Původně klub sídlil ve městě Hemer (městská část Deilinghofen), do Iserlohnu byl přestěhován v roce 1979. Od sezóny 2000/01 působí v Deutsche Eishockey Lize, německé nejvyšší soutěži ledního hokeje. Klubové barvy jsou modrá a bílá.
Své domácí zápasy odehrává v Eissporthalle Iserlohn s kapacitou 4 997 diváků.

## Historické názvy
Zdroj:
- 1959 – EC Deilinghofen (Eishockeyclub Deilinghofen)
- 1979 – ECD Iserlohn (Eishockeyclub Deilinghofen-Iserlohn)
- 1988 – ECD Sauerland (Eishockeyclub Deilinghofen-Sauerland)
- 1994 – Iserlohner EC (Iserlohner Eishockeyclub)
- 2000 – Iserlohn Roosters

## Přehled ligové účasti
Stručný přehled
Zdroj:
- 1961–1965: Eishockey-Gruppenliga Nord (3. ligová úroveň v Německu)
- 1965–1966: Eishockey-Oberliga (2. ligová úroveň v Německu)
- 1966–1970: Eishockey-Oberliga Nord (2. ligová úroveň v Německu)
- 1970–1973: Eishockey-Oberliga (2. ligová úroveň v Německu)
- 1973–1977: 2. Eishockey-Bundesliga (2. ligová úroveň v Německu)
- 1977–1980: Eishockey-Bundesliga (1. ligová úroveň v Německu)
- 1980–1982: 2. Eishockey-Bundesliga (2. ligová úroveň v Německu)
- 1982–1988: Eishockey-Bundesliga (1. ligová úroveň v Německu)
- 1988–1989: Eishockey-Oberliga Nord (3. ligová úroveň v Německu)
- 1989–1994: 2. Eishockey-Bundesliga (2. ligová úroveň v Německu)
- 1994–1995: 2. Eishockey-Liga Nord (3. ligová úroveň v Německu)
- 1995–1998: 1. Eishockey-Liga Nord (2. ligová úroveň v Německu)
- 1998–1999: Eishockey-Bundesliga (2. ligová úroveň v Německu)
- 1999–2000: 2. Eishockey-Bundesliga (2. ligová úroveň v Německu)
- 2000– : Deutsche Eishockey Liga (1. ligová úroveň v Německu)

Jednotlivé ročníky
Zdroj:
Legenda: ZČ – základní část, červené podbarvení – sestup, zelené podbarvení – postup, fialové podbarvení – reorganizace, změna skupiny či soutěže
| Německo (1961–) |                         |           |                                                                                   |                                                                                   |                                                                                   |
| Sezóny          | Soutěž                  | Úroveň    | ZČ                                                                                | Play-off                                                                          | Poznámky                                                                          |
| 1961/62         | Gruppenliga Nord        | 3. úroveň | 1. místo                                                                          | Finálová skupina (4. místo)                                                       |                                                                                   |
| 1962/63         | Gruppenliga Nord        | 3. úroveň | 1. místo                                                                          | Finálová skupina (3. místo)                                                       |                                                                                   |
| 1963/64         | Gruppenliga Nord        | 3. úroveň | 1. místo                                                                          | Finálová skupina (4. místo)                                                       |                                                                                   |
| 1964/65         | Gruppenliga Nord        | 3. úroveň | 2. místo                                                                          | Finálová skupina (2. místo)                                                       | Postup                                                                            |
| 1965/66         | Oberliga                | 2. úroveň | 8. místo                                                                          |                                                                                   |                                                                                   |
| 1966/67         | Oberliga Nord           | 2. úroveň | 4. místo                                                                          | Baráž o Oberligu Nord (2. místo)                                                  |                                                                                   |
| 1967/68         | Oberliga Nord           | 2. úroveň | 4. místo                                                                          | Baráž o Bundesligu West (6. místo)                                                |                                                                                   |
| 1968/69         | Oberliga Nord           | 2. úroveň | 2. místo                                                                          | Baráž o Bundesligu West (4. místo)                                                |                                                                                   |
| 1969/70         | Oberliga Nord           | 2. úroveň | 1. místo                                                                          | Baráž o Bundesligu (6. místo)                                                     |                                                                                   |
| 1970/71         | Oberliga                | 2. úroveň | 12. místo                                                                         |                                                                                   |                                                                                   |
| 1971/72         | Oberliga                | 2. úroveň | 3. místo                                                                          |                                                                                   |                                                                                   |
| 1972/73         | Oberliga                | 2. úroveň | 2. místo                                                                          |                                                                                   | Reorganizace                                                                      |
| 1973/74         | 2. Bundesliga           | 2. úroveň | 3. místo                                                                          |                                                                                   |                                                                                   |
| 1974/75         | 2. Bundesliga           | 2. úroveň | 4. místo                                                                          |                                                                                   |                                                                                   |
| 1975/76         | 2. Bundesliga           | 2. úroveň | 4. místo                                                                          |                                                                                   |                                                                                   |
| 1976/77         | 2. Bundesliga           | 2. úroveň | 5. místo                                                                          | Finálová skupina (2. místo)                                                       | Postup                                                                            |
| 1977/78         | Bundesliga              | 1. úroveň | 10. místo                                                                         | Skupina o udržení (4. místo)                                                      |                                                                                   |
| 1978/79         | Bundesliga              | 1. úroveň | 11. místo                                                                         | Skupina o udržení (3. místo)                                                      |                                                                                   |
| 1979/80         | Bundesliga              | 1. úroveň | 10. místo                                                                         | Skupina o udržení (3. místo)                                                      | Sestup                                                                            |
| 1980/81         | 2. Bundesliga           | 2. úroveň | 3. místo                                                                          |                                                                                   |                                                                                   |
| 1981/82         | 2. Bundesliga Nord      | 2. úroveň | 2. místo                                                                          | Baráž o Bundesligu (4. místo)                                                     | Postup                                                                            |
| 1982/83         | Bundesliga              | 1. úroveň | 9. místo                                                                          | Baráž o Bundesligu (1. místo)                                                     |                                                                                   |
| 1983/84         | Bundesliga              | 1. úroveň | 9. místo                                                                          | Baráž o Bundesligu (1. místo)                                                     |                                                                                   |
| 1984/85         | Bundesliga              | 1. úroveň | 8. místo                                                                          | Čtvrtfinále                                                                       |                                                                                   |
| 1985/86         | Bundesliga              | 1. úroveň | 4. místo                                                                          | Zápas o 3. místo (prohra)                                                         |                                                                                   |
| 1986/87         | Bundesliga              | 1. úroveň | 6. místo                                                                          | Čtvrtfinále                                                                       |                                                                                   |
| 1987/88         | Bundesliga              | 1. úroveň | 10. místo                                                                         |                                                                                   | Odstoupení                                                                        |
| 1988/89         | Oberliga Nord           | 3. úroveň | 1. místo                                                                          | Baráž o 2. Bundesligu Nord (4. místo)                                             | Postup                                                                            |
| 1989/90         | 2. Bundesliga Nord      | 2. úroveň | 1. místo                                                                          | Baráž o Bundesligu (5. místo)                                                     |                                                                                   |
| 1990/91         | 2. Bundesliga Nord      | 2. úroveň | 1. místo                                                                          | Finálová skupina (5. místo)                                                       |                                                                                   |
| 1991/92         | 2. Bundesliga Nord      | 2. úroveň | 8. místo                                                                          | Skupina o udržení (1. místo)                                                      |                                                                                   |
| 1992/93         | 2. Bundesliga           | 2. úroveň | 7. místo                                                                          | Čtvrtfinále                                                                       |                                                                                   |
| 1993/94         | 2. Bundesliga           | 2. úroveň | 4. místo                                                                          | Čtvrtfinále                                                                       | Reorganizace                                                                      |
| 1994/95         | 2. Eishockey-Liga Nord  | 3. úroveň | 2. místo                                                                          | Baráž o 1. Ligu Nord (4. místo)                                                   | Postup                                                                            |
| 1995/96         | 1. Eishockey-Liga Nord  | 2. úroveň | 7. místo                                                                          | Osmifinále                                                                        |                                                                                   |
| 1996/97         | 1. Eishockey-Liga Nord  | 2. úroveň | 9. místo                                                                          | Osmifinále                                                                        |                                                                                   |
| 1997/98         | 1. Eishockey-Liga Nord  | 2. úroveň | 3. místo                                                                          | Zápas o 3. místo (výhra)                                                          | Reorganizace                                                                      |
| 1998/99         | Bundesliga              | 2. úroveň | 4. místo                                                                          | Čtvrtfinále                                                                       | Reorganizace                                                                      |
| 1999/00         | 2. Bundesliga           | 2. úroveň | 11. místo                                                                         | Čtvrtfinále                                                                       | Koupě licence                                                                     |
| 2000/01         | Deutsche Eishockey Liga | 1. úroveň | 15. místo                                                                         | Ne                                                                                |                                                                                   |
| 2001/02         | Deutsche Eishockey Liga | 1. úroveň | 12. místo                                                                         | Ne                                                                                |                                                                                   |
| 2002/03         | Deutsche Eishockey Liga | 1. úroveň | 9. místo                                                                          | Ne                                                                                |                                                                                   |
| 2003/04         | Deutsche Eishockey Liga | 1. úroveň | 12. místo                                                                         | Ne                                                                                |                                                                                   |
| 2004/05         | Deutsche Eishockey Liga | 1. úroveň | 11. místo                                                                         | Ne                                                                                |                                                                                   |
| 2005/06         | Deutsche Eishockey Liga | 1. úroveň | 11. místo                                                                         | Ne                                                                                |                                                                                   |
| 2006/07         | Deutsche Eishockey Liga | 1. úroveň | 11. místo                                                                         | Ne                                                                                |                                                                                   |
| 2007/08         | Deutsche Eishockey Liga | 1. úroveň | 5. místo                                                                          | Čtvrtfinále Prohra s Frankfurt Lions 3 : 4                                        |                                                                                   |
| 2008/09         | Deutsche Eishockey Liga | 1. úroveň | 11. místo                                                                         | Ne                                                                                |                                                                                   |
| 2009/10         | Deutsche Eishockey Liga | 1. úroveň | 11. místo                                                                         | Ne                                                                                |                                                                                   |
| 2010/11         | Deutsche Eishockey Liga | 1. úroveň | 12. místo                                                                         | Ne                                                                                |                                                                                   |
| 2011/12         | Deutsche Eishockey Liga | 1. úroveň | 10. místo                                                                         | Předkolo Prohra s Düsseldorfer EG 0 : 2                                           |                                                                                   |
| 2012/13         | Deutsche Eishockey Liga | 1. úroveň | 13. místo                                                                         | Ne                                                                                |                                                                                   |
| 2013/14         | Deutsche Eishockey Liga | 1. úroveň | 10. místo                                                                         | Čtvrtfinále Prohra s Hamburg Freezers 2 : 4                                       |                                                                                   |
| 2014/15         | Deutsche Eishockey Liga | 1. úroveň | 6. místo                                                                          | Čtvrtfinále Prohra s ERC Ingolstadt 3 : 4                                         |                                                                                   |
| 2015/16         | Deutsche Eishockey Liga | 1. úroveň | Bronzová medaile                                                                  | Čtvrtfinále Prohra s Nürnberg Ice Tigers 2 : 4                                    |                                                                                   |
| 2016/17         | Deutsche Eishockey Liga | 1. úroveň | 13. místo                                                                         | Ne                                                                                |                                                                                   |
| 2017/18         | Deutsche Eishockey Liga | 1. úroveň | 8. místo                                                                          | Předkolo Prohra s Fischtown Pinguins Bremerhaven 0 : 2                            |                                                                                   |
| 2018/19         | Deutsche Eishockey Liga | 1. úroveň | 13. místo                                                                         | Ne                                                                                |                                                                                   |
| 2019/20         | Deutsche Eishockey Liga | 1. úroveň | Ročník zrušen po odehrání základní části z důvodu epidemie koronaviru SARS-CoV-2. | Ročník zrušen po odehrání základní části z důvodu epidemie koronaviru SARS-CoV-2. | Ročník zrušen po odehrání základní části z důvodu epidemie koronaviru SARS-CoV-2. |
| 2020/21         | Deutsche Eishockey Liga | 1. úroveň |                                                                                   | Čtvrtfinále Prohra s Eisbären Berlín 1 : 2                                        |                                                                                   |
| 2021/22         | Deutsche Eishockey Liga | 1. úroveň | 12. místo                                                                         | Ne                                                                                |                                                                                   |
| 2022/23         | Deutsche Eishockey Liga | 1. úroveň | 13. místo                                                                         | Ne                                                                                |                                                                                   |
| 2023/24         | Deutsche Eishockey Liga | 1. úroveň | 13. místo                                                                         | Ne                                                                                |                                                                                   |